# 스페인 필드하키 국가대표팀
스페인 필드하키 국가대표팀(스페인어: Selección de hockey sobre hierba de España)은 스페인을 대표하여 국제 필드하키 경기에 참가하는 국가대표팀으로 스페인 왕립 하키 연맹에 의해 운영된다. 올림픽 3회 은메달, 하키 월드컵 1회 준우승을 달성했다.